# Kelly Kisio
Kelvin Wade Kisio (né le 18 septembre 1959 à Red Deer, Alberta au Canada) est un joueur et entraîneur canadien de hockey sur glace.

## Carrière de joueur
Joueur prolifique au niveau junior, il fut toutefois ignoré par tous les clubs de la Ligue nationale de hockey au terme de sa carrière junior. Il débuta donc chez les professionnels avec les Red Wings de l'Adirondack mais terminera la saison dans la Ligue internationale de hockey.
Malgré une excellent deuxième saison professionnelle, il n'obtint toujours pas d'essais avec un club de la LNH. Il opta donc pour l'Europe, s'alignant avec le HC Davos dans la ligue élite de Suisse. À peine trois jours après avoir terminé la saison en Suisse, il signa finalement un contrat avec les Red Wings de Détroit et y termina la saison.
Aux cours des saisons qui suivirent, il atteignit le plateau des 20 buts et totalisant 60 points et plus à 8 reprises. Il fut aussi le capitaine des Rangers de New York lors de trois saisons et participa aussi au Match des étoiles de la Ligue nationale de hockey.
Depuis sa retraite en tant que joueur, il a occupé le poste de dépisteur pour les Flames de Calgary, fut directeur général des Hitmen de Calgary et depuis 2004 il est l'entraîneur-chef de ces derniers.

## Statistiques
| Saison     | Équipe                    | Ligue      |     | Saison régulière | Saison régulière | Saison régulière | Saison régulière | Saison régulière |    | Séries éliminatoires | Séries éliminatoires | Séries éliminatoires | Séries éliminatoires | Séries éliminatoires |
| Saison     | Équipe                    | Ligue      | PJ  | B                | A                | Pts              | Pun              | PJ               | B  | A                    | Pts                  | Pun                  |                      |                      |
| 1976-1977  | Rustlers de Red Deer      | AJHL       | 60  | 53               | 48               | 101              | 101              | -                | -  | -                    | -                    | -                    |                      |                      |
| 1977-1978  | Rustlers de Red Deer      | AJHL       | 58  | 74               | 68               | 142              | 66               | -                | -  | -                    | -                    | -                    |                      |                      |
| 1978-1979  | Wranglers de Calgary      | WHL        | 70  | 60               | 61               | 121              | 73               | 15               | 12 | 16                   | 28                   | 4                    |                      |                      |
| 1979-1980  | Wranglers de Calgary      | WHL        | 71  | 65               | 73               | 138              | 64               | 2                | 1  | 0                    | 1                    | 4                    |                      |                      |
| 1980-1981  | Red Wings de l'Adirondack | LAH        | 41  | 10               | 14               | 24               | 43               | -                | -  | -                    | -                    | -                    |                      |                      |
| 1980-1981  | Wings de Kalamazoo        | LIH        | 31  | 27               | 16               | 43               | 48               | 8                | 7  | 7                    | 14                   | 13                   |                      |                      |
| 1981-1982  | Blackhawks de Dallas      | LCH        | 78  | 62               | 39               | 101              | 59               | 16               | 12 | 17                   | 29                   | 38                   |                      |                      |
| 1982-1983  | HC Davos                  | LNA        | 35  | 40               | 33               | 73               | -                | 3                | 9  | 2                    | 11                   | 0                    |                      |                      |
| 1982-1983  | Red Wings de Détroit      | LNH        | 15  | 4                | 3                | 7                | 0                | -                | -  | -                    | -                    | -                    |                      |                      |
| 1983-1984  | Red Wings de Détroit      | LNH        | 70  | 23               | 37               | 60               | 34               | 4                | 1  | 0                    | 1                    | 4                    |                      |                      |
| 1984-1985  | Red Wings de Détroit      | LNH        | 75  | 20               | 41               | 61               | 56               | 3                | 0  | 2                    | 2                    | 2                    |                      |                      |
| 1985-1986  | Red Wings de Détroit      | LNH        | 76  | 21               | 48               | 69               | 85               | -                | -  | -                    | -                    | -                    |                      |                      |
| 1986-1987  | Rangers de New York       | LNH        | 70  | 24               | 40               | 64               | 73               | 4                | 0  | 1                    | 1                    | 2                    |                      |                      |
| 1987-1988  | Rangers de New York       | LNH        | 77  | 23               | 55               | 78               | 88               | -                | -  | -                    | -                    | -                    |                      |                      |
| 1988-1989  | Rangers de New York       | LNH        | 70  | 26               | 36               | 62               | 91               | 4                | 0  | 0                    | 0                    | 9                    |                      |                      |
| 1989-1990  | Rangers de New York       | LNH        | 68  | 22               | 44               | 66               | 105              | 10               | 2  | 8                    | 10                   | 8                    |                      |                      |
| 1990-1991  | Rangers de New York       | LNH        | 51  | 15               | 20               | 35               | 58               | -                | -  | -                    | -                    | -                    |                      |                      |
| 1991-1992  | Sharks de San José        | LNH        | 48  | 11               | 26               | 37               | 54               | -                | -  | -                    | -                    | -                    |                      |                      |
| 1992-1993  | Sharks de San José        | LNH        | 78  | 26               | 52               | 78               | 90               | -                | -  | -                    | -                    | -                    |                      |                      |
| 1993-1994  | Flames de Calgary         | LNH        | 51  | 7                | 23               | 30               | 28               | 7                | 0  | 2                    | 2                    | 8                    |                      |                      |
| 1994-1995  | Flames de Calgary         | LNH        | 12  | 7                | 4                | 11               | 6                | 7                | 3  | 2                    | 5                    | 19                   |                      |                      |
| Totaux LNH | Totaux LNH                | Totaux LNH | 761 | 229              | 429              | 658              | 768              | 39               | 6  | 15                   | 21                   | 52                   |                      |                      |

## Trophées et honneurs personnels
Ligue de hockey de l'Ouest
- 1979 : gagna le Trophée Jim Piggott remis à la recrue de l'année

Ligue nationale de hockey
- 1987 à 1991 : capitaine des Rangers de New York
- 1993 : participation au Match des étoiles

## Transactions en carrière
- 2 mars 1983 : signe un contrat comme agent libre avec les Red Wings de Détroit.
- 29 juillet 1986 : échangé aux Rangers de New York par les Red Wings de Détroit avec Lane Lambert, Jim Leavins et un choix de 5e ronde (échangé plus tard aux Jets de Winnipeg, Winnipeg sélectionna Benoit Lebeau) lors du repêchage d'entrée dans la LNH en 1988 en retour de Glen Hanlon, d'un choix de 3e ronde (Dennis Holland) lors du repêchage d'entrée dans la LNH en 1987 et d'un choix de 3e ronde (Guy Dupuis) lors du repêchage d'entrée dans la LNH en 1988.
- 30 mai 1991 : sélectionné par les North Stars du Minnesota des Rangers de New York lors du Repêchage d'expansion de la LNH de 1991.
- 3 juin 1991 : échangé aux Sharks de San José par les North Stars du Minnesota en retour de Shane Churla.
- 18 août 1993 : signe un contrat comme agent libre avec les Flames de Calgary.